# Plevro
Plevro (grekiska: Πλευρό) är en mindre, obebodd ö i Grekland. Den ligger strax väster om ön Skopelos i ögruppen Sporaderna och regionen Thessalien, i den östra delen av landet, 130 km norr om huvudstaden Aten.